# Draginac (okręg pirocki)
Draginac (cyr. Драгинац) – wieś w Serbii, w okręgu pirockim, w gminie Babušnica. W 2011 roku liczyła 864 mieszkańców.